# ستانلي آموس
ستانلي آموس (بالإنجليزية: Stanley Amos)‏ (1907 - ) هو لاعب كرة قدم بريطاني في مركز الهجوم. لعب مع نادي غيلينغهام.